# El Cerrito (hrabstwo Contra Costa)
El Cerrito – miasto w Stanach Zjednoczonych, w stanie Kalifornia, w hrabstwie Contra Costa. Według spisu ludności z roku 2010, w El Cerrito mieszka 23 549 mieszkańców.